# Expedición Luncke
La expedición Luncke (1957–1958) fue una expedición a la Antártida liderada por el noruego Bernhard Luncke y que utilizó la Base Noruega. El grupo realizó observaciones meteorológicas, mediciones de la atmósfera y estudios de glaciología. Hicieron un amplio relevamiento aéreo mediante fotografías y los mapas resultantes fueron publicados por el Instituto Polar Noruego. Esta información ha sido incorporada a los mapas aun vigentes.